# Сцены у моря
«Сце́ны у мо́ря» (англ. A Scene at the Sea) — официальное международное название японского фильма あの夏、いちばん静かな海 (Ano natsu, ichiban shizukana umi; дословно: «тем летом было самое спокойное море»), снятого в 1991 году по собственному сценарию режиссёром Такэси Китано.
Эта работа стала своеобразным перерывом в череде фильмов Китано, характерной особенностью которых был отчётливый криминальный сюжет про якудза. Вместо жизни бандитов и убийц в фильме рассказывается трогательная история о глухонемом мусорщике (роль Куродо Маки), исполненного решимости любой ценой научиться сёрфингу.

## Музыка
Фильм стал первой совместной работой Китано с композитором Дзё Хисаиси, широко известным благодаря саундтрекам к ряду аниме-мультфильмов режиссёра-мультипликатора Хаяо Миядзаки, среди которых и Навсикая из Долины Ветров. После успешной работы над «Сценами у моря» Хисаиси стал автором музыки для всех последующих фильмов Китано, снятых перед «Затойчи».